# Луи Ружие
Луи Огюст Пол Ружие (на френски: Louis Auguste Paul Rougier) е френски философ.

## Биография
Роден е на 10 април 1889 година в Лион. През 1915 година завършва философия в Лионския университет, след което е учител в различни френски градове и във френските лицеи в Алжир и Рим. През 1920 година защитава докторат в Парижкия университет. От 1925 година преподава в Безансонския университет, откъдето е уволнен през 1948 година, заради публичната си защита на режима от Виши. Той е сред основните френски поддръжници на логическия позитивизъм, както и инициатор на Колоквиума „Уолтър Липман“ през 1938 година, поставящ си за цел обновлението на политическата философия на либерализма.
Луи Ружие умира на 14 октомври 1982 година в Париж.